# Kiel akvo de l' rivero
Kiel akvo de l’ rivero (Comme l'eau de la rivière) est un roman originellement écrit en espéranto par Raymond Schwartz publié en 1963.
Cet ouvrage fait partie de la liste des lectures de base en espéranto compilée par William Auld.

## Résumé
Parfois grave et philosophique, ayant laissé derrière lui toute illusion, le livre nous présente la vie d'un jeune Lorrain, nommé « Pierre Touchard ». Le héros vit au tout début du XXe siècle, en France, juste à côté de la frontière. Pierre quitte sa famille pour apprendre la vie. Il fréquente les métropoles ; au lycée à Paris, puis plus tard, par gout de la découverte, il passe la frontière et se rend à Berlin, où il trouve à se loger dans une famille ; il gagne sa vie en donnant des cours de français.
Sa gentillesse et son ouverture d'esprit lui valent de rencontrer beaucoup d'amis à Berlin, des jeunes essentiellement. Avec les dames et demoiselles il apprend l'amour, et avec les garçons, il s'initie aux rites sophistiqués, pleins de pseudo-latinismes, qui accompagnent l'art de boire la bière.
Pierre Touchard vient d'une famille où l'on sait que la frontière ne change pas vraiment ni les gens ni les paysages : Il a d'ailleurs de la parenté juste de l'autre côté de la frontière telle que l'a laissée la guerre de 1870. Mais ce sentiment est loin d'être partagé par tout le monde, surtout à cette époque, juste à la veille de la Grande Guerre. À vrai dire, un Français à Berlin est une curiosité, curiosité qui devient tout à fait suspecte quand soudain, les journaux se mettent à dégorger à longueur de page des pamphlets nationalistes… Et les choses empirent quand la guerre éclate.
Heureusement, Pierre Touchard parvient à rentrer chez lui. Il connaîtra une autre guerre, et apprendra par sa propre expérience que l'Homme n'est pas grand-chose, guère plus que l'eau de la rivière qui ne choisit pas où elle va ; il est balloté par le vent de l'histoire.

## Commentaires

### Contexte historique
L'Europe n'a plus connu de crise majeure depuis plus d'un demi-siècle. Mais il fut un temps où chaque génération partait en guerre venger la précédente. Il fut un temps où, du jour au lendemain, l'opinion publique basculait du tout au tout, et redécouvrait que son pays avait des voisins que l'on présentait immédiatement comme des barbares menaçant les intérêts supérieurs de la nation. Et au fil des guerres, les Alsaciens et les Mosellans qui avaient la chance ou le malheur de vivre suffisamment vieux étaient contraints de changer de nationalité plusieurs fois dans leur existence, de voir les localités rebaptisées, et de parler la langue du (dernier) vainqueur.

### Le rire
Face à cette absurdité, Pierre Touchard et les siens se défendent par un rire salutaire, un rire de résistance parfois aussi, comme le peintre qui, sommé de réécrire le nouveau nom sur la gare de Secourt (Unterhofen) en caractères Fraktur, « change » une lettre, transformant le nom de la gare en Unterhosen (Sous-vêtement).
Cependant, malgré quelques épisodes amusants qui émaillent l'histoire de Pierre Touchard, le roman Kiel akvo de l' rivero apparaît comme une exception d'un sérieux à peine croyable. Et l'on sent alors que le masque du clown qu'est Raymond Schwartz, sert à protéger un homme qui, sans rêver du paradis sur terre, veut croire que la vie continue, malgré l'incessant tournoiement des évènements.

### L'auteur
Par son caractère autobiographique, ce livre nous dévoile sans doute la raison la plus pressante qui a poussé Schwartz à s'investir dans la langue internationale : le rejet des guerres et de la guerre en général, pour préférer l'ouverture à l'autre et à sa culture. La sensibilité d'un Lorrain qui grandit dans un environnement bilingue franco-allemand est plus encline à cette ouverture à l'autre.
« Si les peuples pouvaient se comprendre par-delà les barrières de la langue, ils ne se feraient pas la guerre. » Voilà bien le credo central, répété sans relâche, qui explique une partie du succès rencontré par l'espéranto, notamment après la Première Guerre mondiale et jusque dans les années 1970-1980, où la raison d'être de la collectivité espérantophone passe de la paix entre les peuples, (qui commence à être perçue en Europe comme allant de soi) à la défense des droits linguistiques.

## Localisation
L'action se déroule en partie dans un village sur l'ancienne frontière franco-allemande (1870-1918) : Autrecourt.
Ce village est fictif. Mais, d'après l'analyse présentée, lors d'une conférence à la Chaux-de-Fonds (Suisse) le 1er septembre 2012 par le docteur Christoph Klawe de Trèves, Mailly-sur-Seille est le village qui se cache derrière le nom Autrecourt dans le roman.
Le docteur Christoph Klawe a aussi fait remarquer que la maison décrite à Berlin dans le roman existe bel et bien.